# Gelijkspanning

Symbool voor gelijkspanning

Gelijkspanning is een elektrisch potentiaalverschil tussen twee punten dat in de tijd stabiel blijft. Ook spreekt men wel van gelijkspanning als een potentiaalverschil tussen twee punten niet van teken wisselt, maar overigens wel in grootte kan veranderen. Dit in tegenstelling tot wisselspanning, waarbij het potentiaalverschil meestal met een vaste frequentie wisselt als functie van de tijd.
Gelijkspanning wordt opgewekt in bijvoorbeeld een batterij, zonnecel of galvanisch element. Wisselspanning wordt meestal opgewekt door rotatie zoals bij een dynamo of generator. Energietransport door middel van gelijkspanning is een iets efficiëntere manier dan met wisselspanning, vanwege het skineffect dat optreedt bij wisselstroom. 
Wisselspanning is relatief eenvoudig om te zetten naar gelijkspanning door middel van gelijkrichting met behulp van bijvoorbeeld een bruggelijkrichter. Om gelijkspanning daarentegen om te zetten naar een stabiele wisselspanning is meer complexe elektronica nodig of een omvormer bestaande uit een gelijkstroommotor die een wisselstroomgenerator aandrijft. Het gebruik van gelijkspanning wordt in de dagelijkse praktijk daardoor tot een relatief lage spanning beperkt. Enkele toepassingen van gelijkspanning:
- accu's en batterijen in allerlei mobiele apparaten
- Accu's, bijvoorbeeld in auto's, geven een gelijkspanning af en worden met een gelijkstroom weer opgeladen.
- Treinen en trams in Nederland en België rijden op gelijkstroom.
- hoogspanningsgelijkstroom

## Gevaren
Zwerfstromen van gelijkspanning zijn schadelijker dan van wisselstroom. Vonken van gelijkstromen houden langer aan dan bij wisselstroom. Een voorbeeld hiervan is bliksem. De contacten van relais en schakelaars die gelijkstroom schakelen, moeten hiervoor speciaal worden ontworpen.
Als iemand een voorwerp aanraakt dat onder gelijkspanning staat, verkrampen zijn spieren zich, waardoor het slachtoffer niet los kan laten. Dat geeft het gevaar van elektrocutie. Dit komt in een film met Charlie Chaplin voor, waarin een deurkruk onder spanning wordt gezet. Het gevaar schuilt overigens niet in de hoogte van de spanning, maar in de stroomsterkte. Een stroom van 60 mA door een mensenhart kan het hartritme verstoren en het hart zelfs laten stoppen.
Een schrikdraad voert bijvoorbeeld een hoge spanning, tussen de 2000 tot 10.000 volt, maar kan maar een heel lage stroomsterkte leveren. Bovendien wordt de spanning niet permanent, maar in herhaalde korte pulsen op de schrikdraad gezet. Daardoor is schrikdraad niet dodelijk, hoewel de gebruikte spanning wel hoog is.